# Ockrapannad myrpitta
Ockrapannad myrpitta (Grallaricula ochraceifrons) är en utrotningshotad sydamerikansk tätting i familjen myrpittor.

## Utseende och läte
Ockrapannad myrpitta är en mycket liten och huvudsakligen brun medlem av familjen med en kroppslängd på endast 10,5 centimeter. Båda könen har en ockrabeige ögonring, hanen även en ockrabeige panna. I övrigt är den mestadels brun ovan och svartstreckat vit under med beigetonade flanker. Sången liknar ockrabröstad och fjällbröstad myrpitta, en emfatisk, skarp och fallande vissling som avges upprepat under sex till tolv sekunder.

## Utbredning och systematik
Fågeln förekommer enbart i Anderna i norra Peru (San Martín och Amazonas). Den behandlas som monotypisk, det vill säga att den inte delas in i några underarter.

## Status
IUCN kategoriserar arten som sårbar.